# San Martín Mazateopan
San Martín Mazateopan är en ort i Mexiko.   Den ligger i kommunen San Sebastián Tlacotepec och delstaten Puebla, i den sydöstra delen av landet, 270 km öster om huvudstaden Mexico City. San Martín Mazateopan ligger 223 meter över havet och antalet invånare är 1 077.
Terrängen runt San Martín Mazateopan är varierad. Runt San Martín Mazateopan är det ganska tätbefolkat, med 56 invånare per kvadratkilometer. Närmaste större samhälle är Laguna Chica, 13,3 km nordost om San Martín Mazateopan. I omgivningarna runt San Martín Mazateopan växer huvudsakligen savannskog.